# Lista över fornlämningar i Södertälje kommun (Tveta)
Lista över fornlämningar i Södertälje kommun (Tveta) är en förteckning av ett urval av de fornlämningar som finns i Tveta i Södertälje kommun.
| Namn                     | Lämningstyp                      | Tillkomsttid | Historisk indelning | Plats       | Läge                 | ID-nr          | Bild                                      |
| ------------------------ | -------------------------------- | ------------ | ------------------- | ----------- | -------------------- | -------------- | ----------------------------------------- |
| Tveta 9:1                | Stensättning                     |              | Tveta, Södermanland |             | 59.172354, 17.536143 | 10010200090001 | Ladda upp en bild av detta fornminne      |
| Tveta 9:2                | Stensättning                     |              | Tveta, Södermanland |             | 59.172282, 17.536274 | 10010200090002 | Ladda upp en bild av detta fornminne      |
| Tveta 9:3                | Stensättning                     |              | Tveta, Södermanland |             | 59.172114, 17.536358 | 10010200090003 | Ladda upp en bild av detta fornminne      |
| Tveta 10:1               | Gravfält                         |              | Tveta, Södermanland |             | 59.170776, 17.536948 | 10010200100001 | Ladda upp en bild av detta fornminne      |
| Tveta 16:1               | Stensättning                     |              | Tveta, Södermanland |             | 59.156307, 17.517962 | 10010200160001 | Ladda upp en bild av detta fornminne      |
| Tveta 20:1               | Stensättning                     |              | Tveta, Södermanland |             | 59.151412, 17.550171 | 10010200200001 | Ladda upp en bild av detta fornminne      |
| Tveta 25:1               | Gravfält                         |              | Tveta, Södermanland |             | 59.148506, 17.553121 | 10010200250001 | Ladda upp en bild av detta fornminne      |
| Tveta 38:1               | Gravfält                         |              | Tveta, Södermanland |             | 59.147523, 17.600151 | 10010200380001 | Ladda upp en bild av detta fornminne      |
| Tveta 39:1               | Hög                              |              | Tveta, Södermanland |             | 59.148458, 17.600842 | 10010200390001 | Ladda upp en bild av detta fornminne      |
| Tveta 39:2               | Hög                              |              | Tveta, Södermanland |             | 59.148436, 17.601103 | 10010200390002 | Ladda upp en bild av detta fornminne      |
| Tveta 39:3               | Hög                              |              | Tveta, Södermanland |             | 59.148380, 17.601275 | 10010200390003 | Ladda upp en bild av detta fornminne      |
| Tveta 44:1               | Fornborg                         |              | Tveta, Södermanland |             | 59.142389, 17.631723 | 10010200440001 | Ladda upp en bild av detta fornminne      |
| Tveta 46:1               | Gravfält                         |              | Tveta, Södermanland |             | 59.142756, 17.627157 | 10010200460001 | Ladda upp en bild av detta fornminne      |
| Tveta 52:1               | Röse                             |              | Tveta, Södermanland |             | 59.131857, 17.677107 | 10010200520001 | Ladda upp en bild av detta fornminne      |
| Kungsbacken (Tveta 54:1) | Gravfält                         |              | Tveta, Södermanland |             | 59.141240, 17.656760 | 10010200540001 | Ladda upp en bild av detta fornminne      |
| Tveta 55:1               | Röse                             |              | Tveta, Södermanland |             | 59.138114, 17.674460 | 10010200550001 | Ladda upp en bild av detta fornminne      |
| Tveta 61:1               | Stensättning                     |              | Tveta, Södermanland |             | 59.149867, 17.494884 | 10010200610001 | Ladda upp en bild av detta fornminne      |
| Tveta 65:1               | Gravfält                         |              | Tveta, Södermanland |             | 59.169423, 17.598587 | 10010200650001 | Ladda upp en bild av detta fornminne      |
| Tveta 68:1               | Gravfält                         |              | Tveta, Södermanland |             | 59.161316, 17.606325 | 10010200680001 | Ladda upp en bild av detta fornminne      |
| Tveta 71:1               | Gravfält                         |              | Tveta, Södermanland |             | 59.153294, 17.611256 | 10010200710001 | Ladda upp en bild av detta fornminne      |
| Tveta 73:1               | Gravfält                         |              | Tveta, Södermanland |             | 59.152407, 17.603206 | 10010200730001 | Ladda upp en bild av detta fornminne      |
| Tveta 75:1               | Gravfält                         |              | Tveta, Södermanland |             | 59.151715, 17.600536 | 10010200750001 | Ladda upp en bild av detta fornminne      |
| Tveta 78:1               | Stensättning                     |              | Tveta, Södermanland |             | 59.150592, 17.668053 | 10010200780001 | Ladda upp en bild av detta fornminne      |
| Sö 343 (Tveta 83:1)      | Runristning                      |              | Tveta, Södermanland | Tveta kyrka | 59.159146, 17.601612 | 10010200830001 | Ladda upp en till bild av detta fornminne |
| Tveta 85:1               | Gravfält                         |              | Tveta, Södermanland |             | 59.151980, 17.553533 | 10010200850001 | Ladda upp en bild av detta fornminne      |
| Tveta 91:1               | Gravfält                         |              | Tveta, Södermanland |             | 59.154525, 17.566305 | 10010200910001 | Ladda upp en bild av detta fornminne      |
| Tveta 95:1               | Gravfält                         |              | Tveta, Södermanland |             | 59.154039, 17.579403 | 10010200950001 | Ladda upp en bild av detta fornminne      |
| Tveta 96:1               | Hög                              |              | Tveta, Södermanland |             | 59.153596, 17.579825 | 10010200960001 | Ladda upp en bild av detta fornminne      |
| Tveta 98:1               | Gravfält                         |              | Tveta, Södermanland |             | 59.154820, 17.573000 | 10010200980001 | Ladda upp en bild av detta fornminne      |
| Tveta 99:1               | Gravfält                         |              | Tveta, Södermanland |             | 59.156296, 17.566694 | 10010200990001 | Ladda upp en bild av detta fornminne      |
| Tveta 101:1              | Gravfält                         |              | Tveta, Södermanland |             | 59.157575, 17.568316 | 10010201010001 | Ladda upp en bild av detta fornminne      |
| Tveta 104:2              | Stensättning                     |              | Tveta, Södermanland |             | 59.170019, 17.558696 | 10010201040002 | Ladda upp en bild av detta fornminne      |
| Tveta 104:3              | Stensättning                     |              | Tveta, Södermanland |             | 59.169898, 17.558757 | 10010201040003 | Ladda upp en bild av detta fornminne      |
| Tveta 105:1              | Gravfält                         |              | Tveta, Södermanland |             | 59.169634, 17.557411 | 10010201050001 | Ladda upp en bild av detta fornminne      |
| Tveta 106:2              | Stensättning                     |              | Tveta, Södermanland |             | 59.171368, 17.557651 | 10010201060002 | Ladda upp en bild av detta fornminne      |
| Tveta 107:1              | Gravfält                         |              | Tveta, Södermanland |             | 59.171424, 17.555264 | 10010201070001 | Ladda upp en bild av detta fornminne      |
| Orrlöt (Tveta 131:1)     | Lägenhetsbebyggelse              |              | Tveta, Södermanland |             | 59.160290, 17.550755 | 10010201310001 | Ladda upp en bild av detta fornminne      |
| Tveta 137:1              | Husgrund, förhistorisk/medeltida |              | Tveta, Södermanland |             | 59.142901, 17.616961 | 10010201370001 | Ladda upp en bild av detta fornminne      |
| Rophäll (Tveta 146:1)    | Lägenhetsbebyggelse              |              | Tveta, Södermanland |             | 59.158194, 17.503940 | 10010201460001 | Ladda upp en bild av detta fornminne      |
| Tveta 166:1              | Stensättning                     |              | Tveta, Södermanland |             | 59.173985, 17.513933 | 10010201660001 | Ladda upp en bild av detta fornminne      |
| Tveta 173:1              | Gravfält                         |              | Tveta, Södermanland |             | 59.154390, 17.553939 | 10010201730001 | Ladda upp en bild av detta fornminne      |
| Tveta 182:1              | Gravfält                         |              | Tveta, Södermanland |             | 59.153781, 17.496917 | 10010201820001 | Ladda upp en bild av detta fornminne      |